# Castell d'Elda
El castell d'Elda es troba a la localitat d'Elda, al Vinalopó Mitjà.

## Història
L'any 1172, la derrota almohade en la batalla de Huete (Conca), i el perill de l'avanç cristià, van dur al regne taifa de Múrcia a afavorir l'arribada de població i a fortificar enclavaments estratègics en la vall del Vinalopó, entre ells la primitiva fortalesa d'Elda, un alcàsser emplaçat en un petit turó al costat del riu, construït i mantingut pels almohades entre els anys 1172 i 1243, i que protegia la comunitat que aniria conformant l'Elda islàmica, com demostren les restes arqueològiques trobats en el nucli històric de la ciutat.
Després de la reconquesta cristiana del lloc, entre mitjan segle xiii i l'inici del segle xv, la fortalesa i la comunitat assentada en el seu entorn van passar per un període turbulent, canviant freqüentment de propietaris, per cessions i compravendes, que van canviar la seva estructura i fisonomia d'acord amb l'època i els fets que esdevenien, donat el caràcter eminentment militar d'aquesta fortificació, que va participar activament en els actes bèl·lics que es van desenvolupar en la zona, en ser utilitzat com base d'operacions.
Durant aquest període, el castell va mantenir, a grans trets, l'estructura defensiva heretada del període islàmic. No obstant això, es van poder produir obres o millores de caràcter defensiu, com el reforç de muralles i torres. Les reformes i canvis van ser, així mateix, de caràcter residencial, condicionant la fortalesa com lloc adequat per als seus successius senyors. Dades arqueològiques recents fan pensar que entre la conquesta cristiana i l'any 1308 es va poder construir en el castell el temple de Santa Maria, probablement el primer edifici de culte cristià de l'Elda medieval. A la fi del segle xiii i fins a principis del segle xvi la zona extramurs del castell es va utilitzar com lloc de soterrament.
A la fi del segle xiv i principis del xv va sofrir una important modificació, escometent-se obres de reforç i reformes en les seves muralles, per a incrementar la seva guarnició i defensa. Per aquest temps va ser possessió de Ena Violante i posteriorment dels comtes de Cocentaina, els Corella. Per necessitats econòmiques, el 4 de setembre de l'any 1513 el comte va vendre Elda, Petrer i Salines a Joan de Coloma, d'origen jueu.

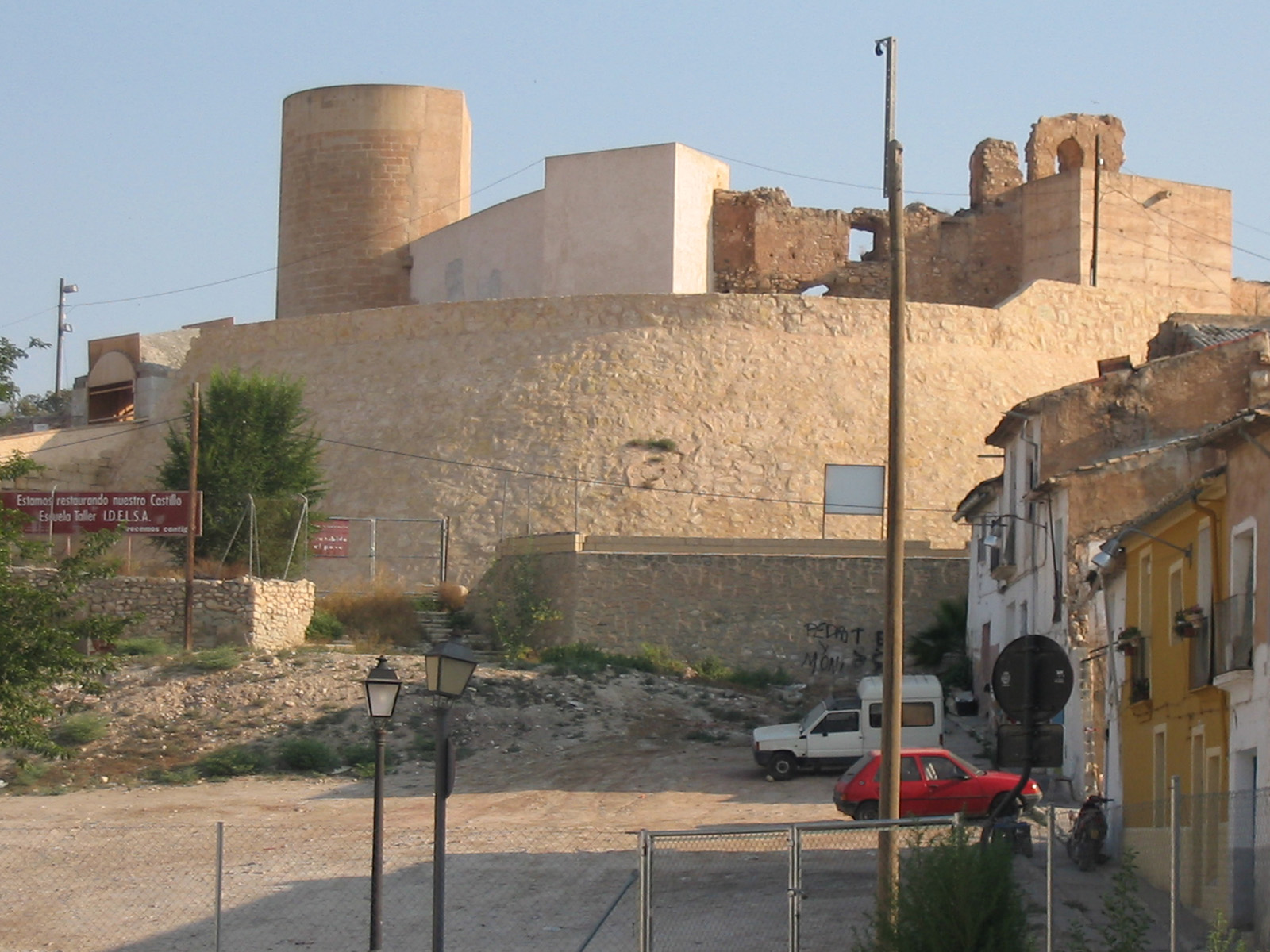
Estat actual del castell.

La residència de la família Coloma en aquestes terres durant tot el segle xvi i part del xvii, va donar lloc a la transformació definitiva de la fortalesa militar medieval a palau Comtal. Aquests canvis van ser molt notables en el seu aspecte extern i intern, com sembla quedar patent en la modificació de la porta d'accés, la construcció de torres circulars i d'una sèrie d'habitacions de caràcter més o menys senyorial, destacant una petita capella religiosa, la construcció d'una gran cisterna d'aigua, dependències domèstiques i per al servei, que estan enterrades i que fins al moment no han estat excavades.
La decadència i deterioració d'aquesta fortalesa comença després de la bonança econòmica del segle xvi. L'expulsió de la població morisca va ocasionar perjudicis econòmics molt greus als comtes de Coloma, per falta de recaptació d'impostos, que es van veure obligats a traslladar-se a València, fixant allí la seva residència, i començant així la deterioració de la fortalesa. En el segle xix el procés de deterioració es va veure accelerat. A causa dels canvis polítics que se succeïen a Espanya, va ser adquirit per l'Estat espanyol en l'any 1841, i després subhastat per 121.000 reals en l'any 1848. Després d'algun intent de demolició, en l'any 1842, amb la finalitat de construir un pont sobre el Vinalopó aprofitant els seus carreus, i de l'intent de transformació en presó, en l'any 1844, per al Jutjat de 1a Instància, es va arribar condicionar en ell un espai per a la realització de funcions teatrals, actuacions de còmics i solta de novillos, en l'any 1846.
El seu nou propietari, Pedro León Navarro i Vidal (1866-1886), mestre d'obres, el va enderrocar, sent llavors quan es van espoliar els seus marbres, cadirat, fustes, artesonats, mobles, metalls, etc. Finalment, en l'any 1879 va ser construït el pont sobre el Vinalopó, les columnes arquejades del qual van ser aixecades amb el cadirat de les torres circulars.

## Estat de conservació
Es troba en estat de ruïna. Ha estat restaurat parcialment. Estudis i exposicions realitzades per do Teófilo Rico Verdú, tracten d'impulsar actuacions que permetin conèixer i recuperar aquest enclavament.

## Protecció
Sota la protecció de la Declaració genèrica del Decret de 22 d'abril de 1949, i la Llei 16/1985 sobre el Patrimoni Històric Espanyol.

## Voltants
Com a fortificacions pròximes al castell d'Elda hi ha el Castell de Petrer, el Castell de Monòver, el Castell de Saix i el Castell de la Mola.
Entre les localitats i nuclis de població dels voltants d'Elda es troben Petrer, Monòver, Saix, Novelda, Salines, Montfort del Cid, Agost, Asp, la Romana i Castalla.
Text reproduït amb l'autorització de CastillosNet en el seu article sobre el Castillo palau d'Elda Arxivat 2005-05-07 a Wayback Machine.